# Будинок на вулиці Дорошенка, 22 (Львів)
Будинок за адресою вулиця Дорошенка, 22 у Львові — багатоквартирний житловий чотириповерховий будинок з магазинними приміщеннями на першому поверсі. Пам'ятка архітектури місцевого значення № 95.

## Історія
Будинок зведено у 1927 році, відповідний проєкт на будівництво був розроблений ще у 1925 році архітектором Соломоном Кайльом на замовлення Бернарда Тайна. Пізніше архітектор Юзеф Авін розробив проєкт добудови четвертого поверху.

## Архітектура

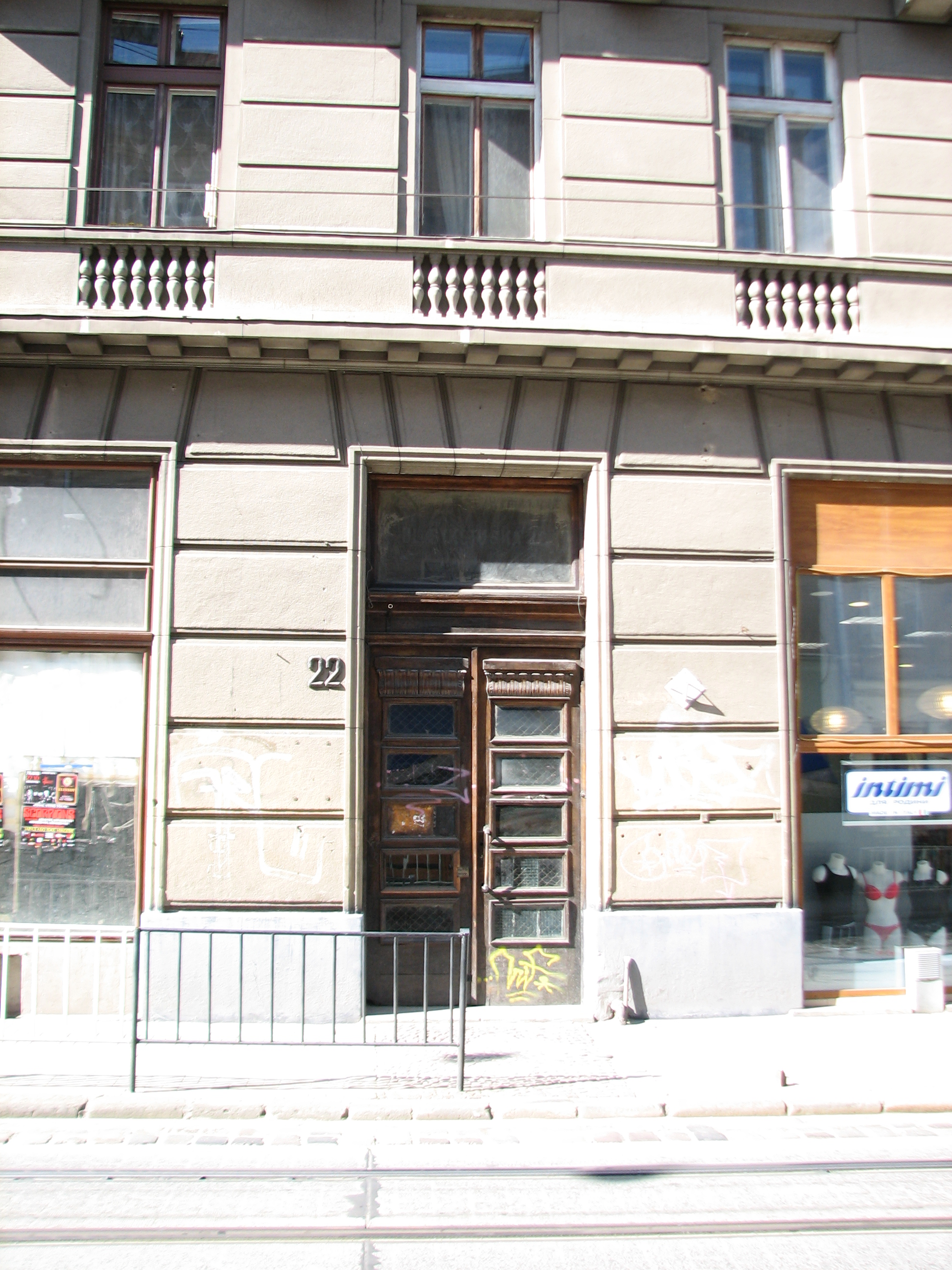
Вхідна брама

Чотириповерховий цегляний будинок, з внутрішнім подвір'ям, тинькований, зведений у стилі модерн. Фасад будинку симетричний, перший та другий поверх рустовані, центральна частина третього та четвертого поверху розкреповані. На першому поверсі магазинні приміщення, інші поверхи зайняті житловими кімнатами. Відділяє перший поверх від другого профільований карниз. Вікна у будинку високі, прямокутні, з профільованим обрамуванням, під вікнами другого поверху вставки з балясин. Другий поверх від третього відділяє профільна тяга, над вікнами третього поверху – лінійні сандрики. На розкрепованій частині третього поверху виступає балкон на масивних кронштейнах, огорожа балкону з ліпних балясин. На рівні четвертого поверху на розкрепованій частині будинку, під вікнами три невеликі балкони з кованою огорожею. Завершується будинок профільованим карнизом, над яким поміщено балюстрада з декоративних балясин.